# Néstor Almendros
Néstor Almendros (Barcelona, 30 oktober 1930 - New York, 4 maart 1992) was een Spaans cameraman.

## Leven en werk

### Afkomst
Almendros werd geboren in Barcelona. Na de Spaanse Burgeroorlog ontvluchtte zijn vader het franquisme en werd in Frankrijk opgevangen door Célestin Freinet wiens pedagogisch werk hij had verspreid aan de Faculteit van Pedagogie van de Universiteit van Barcelona. De Tweede Wereldoorlog verplichtte zijn vader opnieuw te verhuizen, dit keer naar Cuba. In 1948 werd het gezin in Cuba herenigd.   

### Opleiding en eerste stappen in de filmwereld
Al vroeg kreeg Almendros interesse in de filmwereld. In Havana begon hij filmkritieken te schrijven en hij haalde er een universitair diploma in de letteren en wijsbegeerte. Samen met Tomás Gutiérrez Alea verwezenlijkte hij in 1950 Una confusion contidiana, een korte film naar een verhaal van Kafka. Daarna volgde hij cinematografische studies in New York en in Rome. Na de Cubaanse Revolutie keerde hij terug naar Cuba om er documentaires te draaien voor het Fidel Castroregime. Hij raakte algauw ontgoocheld door de logheid en inefficiëntie van de filmindustrie. 

### Nouvelle vague
In 1962 trok Almendros naar Frankrijk waar de nouvelle vague een revolutie in de Franse film aan het ontketenen was. Eerst deed hij televisiewerk en werkte hij mee aan korte films, onder meer aan Éric Rohmers bijdrage aan de anthologiefilm Paris vu par... (1965). In 1966 kreeg hij van Rohmer de gelegenheid zijn eerste lange speelfilm in beeld te brengen: de tragikomedie La Collectionneuse. Tussen 1970 en 1983 was hij nog zes keer cameraregisseur voor Rohmer.
François Truffaut, een andere sleutelfiguur binnen de nouvelle vague, deed (ook) tussen 1970 en 1983, het jaar van zijn voortijdig overlijden, negen keer een beroep op Almendros' cinematografisch talent. Voor het Tweede Wereldoorlogsdrama Le Dernier Métro (1980) werd hem de César voor beste cinematografie toegekend.
Almendros leerde eveneens Barbet Schroeder kennen, de cineast die in 1962 samen met Rohmer de productie- en distributiemaatschappij Les Films du Losange had opgericht. Samen tekenden ze voor acht films waaronder 5 documentaires. 
De ervaring die Almendros had opgedaan bij het draaien van documentaires voor Schroeder kwam hem goed van pas toen Roberto Rossellini hem vroeg voor de kunstdocumentaire Beaubourg, centre d'art et de culture Georges Pompidou (1977) die de opening van het Centre Pompidou in beeld bracht. 

### Hollywood
Vanaf het einde van de jaren zeventig draaide Almendros hoofdzakelijk onder regie van Amerikaanse regisseurs, onder hen Robert Benton met wie hij vijf opeenvolgende films opnam. De eerste, het met prijzen overladen relatiedrama Kramer vs. Kramer (1979) was een commerciële voltreffer, de vijfde, het misdaaddrama Billy Bathgate (1991), was meteen zijn allerlaatste film. Zijn grootste persoonlijk succes in de Verenigde Staten was zijn Oscar voor beste camerawerk voor het drama Days of Heaven (1978).  
Almendros was lid van de prestigieuze American Society of Cinematographers.
Almendros overleed in 1992 op 61-jarige leeftijd aan de gevolgen van aids en van het maligne lymfoom.

## Filmografie (ruime selectie)
- 1965 - Paris vu par... (anthologiefilm, episodes Saint-Germain des prés van Jean Douchet, Place de l'Étoile van Éric Rohmer en Montparnasse et Levallois van Jean-Luc Godard)
- 1967 - La Collectionneuse (Éric Rohmer)
- 1969 - More  (Barbet Schroeder)
- 1969 - Ma nuit chez Maud (Éric Rohmer)
- 1970 - L'Enfant sauvage (François Truffaut)
- 1970 - Le Genou de Claire (Éric Rohmer)
- 1970 - Domicile conjugal (François Truffaut)
- 1971 - Les Deux Anglaises et le Continent (François Truffaut)
- 1971 - Sing-Sing (Barbet Schroeder) (documentaire korte film)
- 1971 - Maquillage (Barbet Schroeder) (documentaire korte film)
- 1971 - Le Cochon aux patates douces (Barbet Schroeder) (documentaire korte film)
- 1972 - La Vallée (Barbet Schroeder)
- 1972 - L'Amour l'après-midi (Éric Rohmer)
- 1973 - L'Oiseau rare (Jean-Claude Brialy)
- 1974 - La Gueule ouverte (Maurice Pialat)
- 1974 - Général Idi Amin Dada : Autoportrait (Barbet Schroeder) (documentaire)
- 1974 - Cockfighter (Monte Hellman)
- 1974 - Mes petites amoureuses (Jean Eustache)
- 1975 - L'Histoire d'Adèle H. (François Truffaut)
- 1975 - Maîtresse  (Barbet Schroeder)
- 1976 - Die Marquise von O... (Éric Rohmer)
- 1977 - Des journées entières dans les arbres (Marguerite Duras)
- 1977 - Cambio de sexo (Vicente Aranda)
- 1977 - L'Homme qui aimait les femmes (François Truffaut)
- 1977 - La Vie devant soi (Moshé Mizrahi)
- 1978 - Goin' South (Jack Nicholson)
- 1977 - Beaubourg, centre d'art et de culture Georges Pompidou (Roberto Rossellini) (televisiedocumentaire)
- 1978 - La Chambre verte (François Truffaut)
- 1978 - Days of Heaven (Terrence Malick)
- 1978 - Koko, le gorille qui parle (Barbet Schroeder) (documentaire)
- 1978 - Perceval le Gallois (Éric Rohmer)
- 1979 - L'Amour en fuite (François Truffaut)
- 1979 - Kramer vs. Kramer (Robert Benton)
- 1980 - The Blue Lagoon (Randal Kleiser)
- 1980 - Le Dernier Métro (François Truffaut)
- 1982 - Still of the Night (Robert Benton)
- 1982 - Sophie's Choice (Alan J. Pakula)
- 1983 - Pauline à la plage (Éric Rohmer)
- 1983 - Vivement dimanche! (François Truffaut)
- 1984 - Places in the Heart (Robert Benton)
- 1986 - Heartburn (Mike Nichols)
- 1987 - Nadine (Robert Benton)
- 1989 - New York Stories (anthologiefilm, episode Life Lessons van Martin Scorsese)
- 1990 - Made in Milan (Martin Scorsese) (documentaire korte film)
- 1991 - Billy Bathgate (Robert Benton)

## Prijzen en nominaties

### Prijzen
- 1979 - Days of Heaven : Oscar voor beste camerawerk
- 1981 - Le Dernier Métro : César voor beste cinematografie

### Nominaties
- 1979 - La Chambre verte : César voor beste cinematografie
- 1980 - Perceval le Gallois : César voor beste cinematografie
- 1980 - Kramer vs. Kramer : Oscar voor beste camerawerk
- 1981 - The Blue Lagoon : Oscar voor beste camerawerk
- 1983 - Sophie's Choice : Oscar voor beste camerawerk

## Publicatie
- Néstor Almendros: Un homme à la caméra (voorwoord door François Truffaut), Hatier, collection 'Cinq continents', 1980 (autobiografie)

- Bibsys: 90087976
- Biblioteca Nacional de España: XX918224
- Bibliothèque nationale de France: cb118885417 (data)
- Catàleg d'autoritats de noms i títols de Catalunya: 981058507500706706
- CiNii: DA04557002
- Gemeinsame Normdatei: 128686839
- International Standard Name Identifier: 0000 0001 1083 2001
- Library of Congress Control Number: n82245423
- Bibliotheek van het Japanse parlement: 00462205
- Nationale Bibliotheek van Tsjechië: ola2002113843
- Nationale Bibliotheek van Israël: 987007461196505171
- Nationale Bibliotheek van Polen: a0000002090543
- Nederlandse Thesaurus van Auteursnamen: 073343234
- Istituto Centrale per il Catalogo Unico: CFIV090777
- SNAC: w6mf2bxw
- Système universitaire de documentation: 026683091
- Virtual International Authority File: 111162523
- WorldCat: E39PBJmp8FHkhFJdWWj49HJbh3